# Zygmunt Sierakowski (aktor)

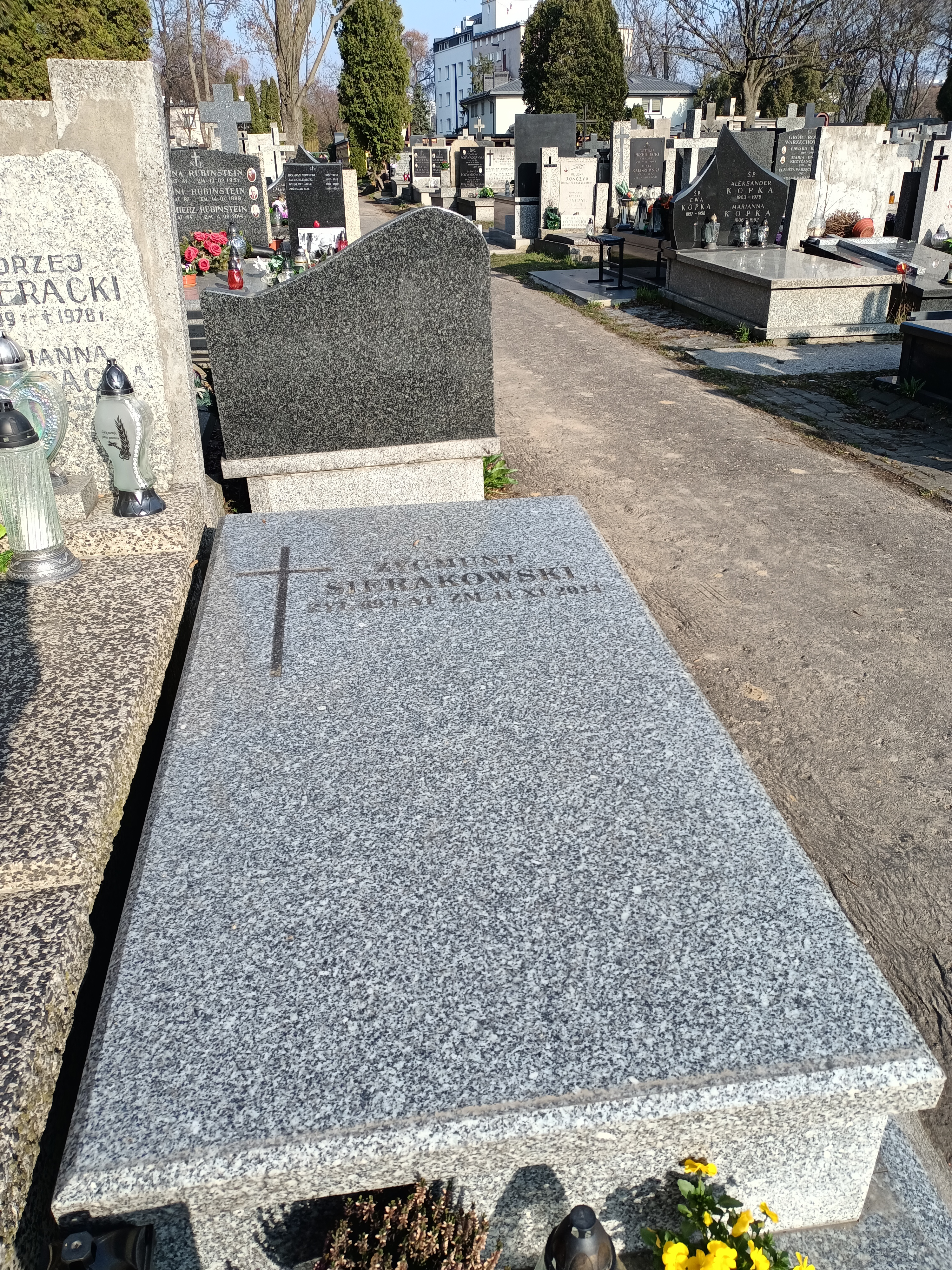
Grób Zygmunta Sierakowskiego na cmentarzu wolskim w Warszawie

Zygmunt Sierakowski (ur. 24 marca 1945 w Kruszynie, zm. 11 listopada 2014 w Warszawie) – polski aktor filmowy, teatralny i dubbingowy.
W 1968 ukończył studia na PWST w Krakowie. W latach 1968–1969 był aktorem Teatru im. Jaracza w Olszynie, od 1969 do 1972 roku występował w Teatrze im. Horzycy w Toruniu, a w latach 1972–1975 w Teatrze Śląskim w Katowicach. Następnie występował w teatrach warszawskich: od 1975 do 1976 roku w Teatrze Ateneum, a w latach 1976–1983 w Teatrze Polskim. Od roku 1983 był aktorem Teatru Powszechnego w Warszawie.

## Polski dubbing
- 2010: Smerfy – Papa Smerf (VII seria)
- 2010: Małe królestwo Bena i Holly
- 2007: Tajemnica twierdzy szyfrów
- 2006: Pomocnik św. Mikołaja – Mikołaj
- 2005: Przygody Goździka Ogrodnika – Bratek
- 2004–2006: Na górze i na dole
- 2004: Tom
- 2004: Lilli czarodziejka
- 2004: Małgosia i buciki – żółw Leon (odc. 1b)
- 2002: Król Maciuś Pierwszy
- 2001: Andzia
- 1989–1993: Owocowe ludki
- 1980: Mały rycerz El Cid

## Filmografia
- 2007: Ryś – Posuwisty
- 2003–2009: Na Wspólnej – Józef Barańsk
- 2000: Zaduszki narodowe. Sybir ostatnie pożegnanie
- 1998: Stempel – lektor
- 1995: Pestka – współpracownik Borysa
- 1993-1994: Bank nie z tej ziemi – mąż kobiety oblanej przez Godka

## Gościnnie
- 2011: Hotel 52 – Jerzy Hajdar (odc. 47)
- 2007: Ekipa – poseł lewicy (2, 7, 10, 11, 12, 13)
- 2007: Determinator – Józef Zaremba (3, 5)
- 2003: Tygrysy Europy 2
- 1999: Miodowe lata – konduktor (23) (odc. Smak wolności)
- 1999: 13 posterunek 2 – (31)
- 1986: Zmiennicy – (2) (odc. Ostatni kurs)
- 1981: Najdłuższa wojna nowoczesnej Europy (odc. 4)

## Nagrody
- 1971 – II nagroda za program „To się złożyć nie może” na Ogólnopolskim Przeglądzie Teatrów Małych Form w Szczecinie
- 1971 – Nagroda za rolę Mołczalina w przedstawieniu „Mądremu biada” z Teatru im. Horzycy w Toruniu na XIV Festiwalu Teatrów Polski Północnej w Toruniu
- 1979 – Nagroda Główna, nagroda dziennikarzy i nagroda publiczności za monodram „Pierwsza miłość” wg Samuela Becketta na Ogólnopolskim Festiwalu Teatrów Jednego Aktora w Toruniu
- 1980 – Nagroda jury za rolę w monodramie „Pierwsza miłość” Samuela Becketta w Teatrze Polskim w Warszawie na Ogólnopolskim Przeglądzie Teatrów Małych Form w Szczecinie